# 佐木隆三
佐木 隆三（さき りゅうぞう、本名：小先 良三〈こさき りょうぞう〉、1937年〈昭和12年〉4月15日 - 2015年〈平成27年〉10月31日）は、日本の小説家、ノンフィクション作家で、北九州市立文学館名誉館長、九州国際大学元客員教授。当初は純文学作家として活動したが、直木賞受賞の『復讐するは我にあり』以降は犯罪ノンフィクションで人気を博し、後年は法廷のルポルタージュでも広く知られる。旧朝鮮咸鏡北道穏城郡生まれ。

## 来歴

### 生い立ち
両親とも広島県出身で、父親は農家。一旗あげようと田畑を売り払って朝鮮に渡り、良三は朝鮮で生まれる。1941年（昭和16年）、銀山の所長をしていた父が呉の海軍に召集されたため、一家で日本に引き揚げた。母の郷里で広島市から北へ40km、中国山地の山あいの寒村である広島県高田郡小田村（現：安芸高田市甲田町）で育つ。1945年（昭和20年）、終戦間際の7月に父がフィリピンミンダナオ島ザンボアンガで戦死。8月には原爆のきのこ雲を見る。終戦後は生活困窮のため、広島市へ母がヤミ米を運んだりした。

### 作家生活
1950年（昭和25年）、母の親戚を頼り八幡市（現：北九州市八幡東区）へ移る。1956年（昭和31年）、福岡県立八幡中央高校卒業後、八幡製鐵（現：日本製鉄）に就職。1960年（昭和35年）、八幡製鐵労組（労働組合）の活動をはじめ、安保闘争の直前から日本共産党に入党、組合活動を活発化させるが、まもなく共産党を離れ、共産党を批判する小説を書く。1961年（昭和36年）、『大罷業』を『別冊日曜作家』に発表。1964年（昭和39年）に、八幡製鐵を退職。一方で同年、後年の代表作『復讐するは我にあり』のモデルとなった西口彰による連続殺人事件の裁判を一度だけ傍聴している。以後、作家活動に専念する。
同人誌などに小説を書き始め、『新日本文学』や『文學界』に発表。長崎造船の中里喜昭とともに、労働者作家として注目を浴びる。
1967年（昭和42年）、東京都中野区東中野に移り東京での作家生活を始める。1971年（昭和46年）、のちに野坂昭如、中上健次らが足しげく通った新宿ゴールデン街の文壇バー「花の木」の名物ママとなる広田和子と離婚、沖縄へ引っ越して2度目の結婚。コザ市（現在の沖縄市）の外人アパートに住み、沖縄復帰闘争の活動家たちとかかわり復帰問題に深く関与した。11月17日の沖縄返還における沖縄返還協定批准阻止闘争による沖縄ゼネストで、作家だからデモの首謀者に違いないと琉球警察に疑われ1972年1月に逮捕される。その後12日間、留置所に勾留されたが無実と判明して釈放された。留置所での様々な犯罪者たちとの出会いが転機となって、犯罪小説にのめり込んでいった。1973年（昭和48年）、2年住んだ沖縄を離れ千葉県市川市に移住。
1978年（昭和53年）7月、銀座の路上で交差点に赤信号停止しているタクシーに乗ろうとしたところ、タクシー乗り場から乗るように言われたことに逆上。タクシーのボンネットに乗り上げて暴れてフロントガラスを破壊したため、築地警察署員に逮捕される。この時、佐木は仲間5人とともにクラブなど2軒でウイスキーボトルを2本近くあけるなど、かなり酒に酔っていた。1979年（昭和54年）、『復讐するは我にあり』が松竹で映画化（監督：今村昌平、主演：緒形拳）され、同年映画賞を独占。佐木の名も広く知られることとなったが、映画化に至る経緯では新聞沙汰になるほどのトラブルが噴出している。
1985年（昭和60年）には、別府3億円保険金殺人事件を題材にしたノンフィクション小説『一・二審死刑、残る疑問―別府三億円保険金殺人事件』（徳間書店）を発表。その後、同事件の被告人（当時、第一審および控訴審で死刑判決を受け上告中）が佐木の連載を読んで、「無罪放免にしてくれるなら」とさまざまな裁判資料を提出。拘置所で佐木と面会した際、被告人は冤罪を主張するも、「無罪になれば保険金が入るから謝礼する」と発言。ところが佐木は「無罪だとはこれっぽっちも思わなかった」ことから、後年被告人は逆恨みの手紙を送っている。その後、被告人は上告中の1989年（平成元年）に死亡し、裁判は公訴棄却によって終結した。

また1987年（昭和62年）5月31日には、富山・長野連続女性誘拐殺人事件を題材としたノンフィクション小説『男の責任 女高生・OL連続誘拐殺人事件』（徳間書店）を発表。この著書は、犯人の女MT（1998年に死刑が確定／女性死刑囚）の共犯として起訴された男性（1992年に無罪が確定）の冤罪説に立ち、男性の無実を訴える目的で出版したものである。同事件の刑事裁判の第一審（富山地裁）では、同年の論告求刑公判で、殺害実行犯とされたMTは死刑を、共謀共同正犯とされた男性は無期懲役をそれぞれ求刑されていたが、翌1988年（昭和63年）2月9日、富山地裁はMTを単独犯と認定して死刑に処した一方、男性については「犯行に関与していない」として無罪とする判決を宣告。男性の有罪を主張した検察官と、自身への死刑を不服としたMTが控訴し、控訴審が名古屋高裁金沢支部で続いていた1991年（平成3年）9月5日には、同書を加筆削除し、出版後の経緯を織り込んだ文庫本『女高生・OL連続誘拐殺人事件』（徳間書店）を出版。控訴審終結後の1992年（平成4年）にはテレビドラマ化され、『実録犯罪史シリーズ』（フジテレビ系列）の「最期のドライブ 富山長野女子高生・OL連続誘拐殺人事件」として放送されたが、1994年（平成6年）9月中旬には犯人MT（当時は上告中）から名誉毀損として、出版元の徳間書店とともに慰謝料500万円を求める民事訴訟を起こされ、2000年（平成12年）に被告（佐木および徳間書店）側の敗訴が確定している。

### 晩年
1999年（平成11年）8月、北九州市門司区に移る。2006年（平成18年）、北九州市立文学館館長に就任し、2012年（平成24年）3月いっぱいまで務めた（満期解任後は名誉館長に）。2009年（平成21年）4月より、北九州市立大学の特任教授（非常勤）に就任。九州国際大学客員教授も務めた。2011年7月、2度目の離婚。
2015年10月31日午前8時40分、下咽頭ガンのため北九州市小倉北区の病院で死去した。78歳没。佐木のお別れの会は同年12月9日、北九州芸術劇場小劇場で行われ、佐木と長年親交があった古川薫が「無法松のように気が荒く見えて、実に心優しい男でした」と弔辞を読み上げ、故人に別れを告げた。

## 映画化作品
- 1979年 - 松竹『復讐するは我にあり』（監督：今村昌平、主演：緒形拳）
- 1984年 - 松竹富士『海燕ジョーの奇跡』（監督：藤田敏八、主演：時任三郎）
- 1986年 - 松竹富士『南へ走れ、海の道を!』（監督：和泉聖治、主演：岩城滉一）
- 2019年 - ワーナー・ブラザース『すばらしき世界』（原案：『身分帳』、監督：西川美和、主演：役所広司）。2021年公開。

## 受賞
- 1963年、組合活動を戯画化して描いた「ジャンケンポン協定」により、新日本文学賞受賞。
- 1976年、実際に発生した連続殺人事件をモデルとした『復讐するは我にあり』により第74回直木賞受賞。
- 1991年、『身分帳』により第2回伊藤整文学賞受賞。

## マスメディアを通して
- 富山・長野連続女性誘拐殺人事件（1980年）、東京・埼玉連続幼女誘拐殺人事件（1988年 - 1989年、犯人：宮﨑勤）やオウム真理教事件など、世間を震撼させた事件の裁判報道に積極的にかかわっている。特に東京・埼玉連続幼女誘拐殺人事件以降の重大殺人犯の裁判が始まったり、判決が出たりする時は、テレビ局の報道番組でコメンテーターとして登場している。
- 光市母子殺害事件の差し戻し控訴審で、被告人（事件当時18歳の少年）の死刑回避を訴える弁護士への懲戒処分請求が4,000件を超える事態について、「自分で傍聴する努力もせずにテレビの情報だけで懲戒請求をしたという人がいたとすれば情けない」と主張したものの[20]、事件自体に対しては批判的で、被告人および弁護団が犯行動機を「ママゴト遊び」などと形容したことについては「ふざけるな」と評した[21]。また毎日新聞西部本社版に月1回毎日新聞社記者との対談とコラムからなる「マンスリー事件簿」を連載し、様々な事件について意見を述べている。
- 2010年2月23日、米子市会計事務所社長殺害事件の裁判員裁判が鳥取地裁で始まり、傍聴する。死者が複数の強盗殺人事件は裁判員裁判で初めてで、傍聴後、NHKのインタビューに答えている。

## 書籍

### 著書
- 『ジャンケンポン協定』（1965年、晶文社→講談社文庫）-  新日本文学賞受賞。
- 『大将とわたし』（1968年、講談社→講談社文庫）
- 『島に生まれて』（1969年、講談社）
- 『鉄鋼帝国の神話』（1969年、三一新書）
- 現代作家シリーズ『すみれ荘の二人』（1969年、三一書房）
- 『埋火の街で』（1970年、河出書房新社）
- 『沖縄と私と娼婦』（1970年、合同出版→ちくま文庫）
- 新鋭作家叢書『佐木隆三集』（1972年、河出書房新社）
- 『偉大なる祖国アメリカ』（1973年、河出書房新社→角川文庫）[注 1]
- 『年輪のない木』（1974年、講談社）
- 『梅雨の記憶』（1975年、立風書房）
- 『復讐するは我にあり』（1975年、講談社→講談社文庫）-  直木賞受賞
- 『証言記録沖縄住民虐殺 日兵逆殺と米軍犯罪』（1976年、 新人物往来社→徳間文庫）
- 『大将とわたし』（1976年、講談社）
- 『狼からの贈物』（1976年、河出書房新社）
- 『大罷業』（1976年、田畑書店→角川文庫）
- 『偉大なる祖国アメリカ』（1976年、勁文社→角川文庫）
- 『ドキュメント 狭山事件』（1977年2月、文藝春秋→文春文庫）
- 『日本漂民物語』（1977年2月、講談社→徳間文庫）
- 『越山田中角栄』（1977年4月、朝日新聞社→徳間文庫→七つ森書館）
- 『殺人百科 陰の隣人としての犯罪者たち』（1977年5月、徳間書店→文春文庫→徳間文庫）
- 『人生漂泊』（1977年、時事通信社→潮文庫）
- 『実験的生活』（1978年、講談社）
- 『閃光に向って走れ』（1978年、文藝春秋→文春文庫）[注 2]
- 『男たちの祭り』（1978年、角川文庫）
- 『詐欺師』（1978年、潮出版社→文春文庫）
- 『愛の潮路 愛情傑作集』（1978年、光文社）
- 『続人生漂泊』（1978年、時事通信社）
- 『娼婦たちの天皇陛下』（1978年、潮出版社→徳間文庫）
- 『誓いて我に告げよ』（1978年、角川書店→角川文庫）[注 3]
- 『曠野へ　死刑囚の手記から』（1979年、講談社→講談社文庫）[注 4]
  - 改題『死刑執行』（小学館文庫）
- 『事件百景 陰の隣人としての犯罪者たち』（1979年、徳間書店→文春文庫）
- 『男と女のいる風景』（1979年、文藝春秋）
- 『無宿の思想 続々人生漂泊』（1979年、時事通信社）
- 『錆びた機械』（1979年、潮出版社）
- 『旅人たちの南十字星』（1980年、文藝春秋→文春文庫）[注 5]
  - 改題『逃亡射殺』（小学館文庫）
- 『海燕ジョーの奇跡』（1980年、新潮社→新潮文庫）
  - 改題『組長狙撃』（小学館文庫）
- 『殺人百科 part 2』（1980年、徳間書店→徳間文庫→文春文庫）
- 『波に夕陽の影もなく 海軍少佐竹内十次郎の生涯』（1980年、中央公論社→中公文庫）
- 『風恋花』（1980年、潮出版社）
- 『冷えた鋼塊』（1981年、集英社→集英社文庫）
- 『幸せの陽だまり』（1981年、潮出版社）
- 『欲望の塀 医学部不正入試殺人事件』（1981年、文藝春秋）
- 『右の腕 不意のガン宣告』（1981年、学習研究社）
- 『わが沖縄ノート』（1982年、潮出版社→徳間文庫）
- 『政商小佐野賢治』（1982年、講談社→徳間文庫）
- 『土曜日の騎士』（1982年、河出書房新社）
- 『新選組』（1982年、文藝春秋）
  - 改題『新選組事件帖』（文春文庫）
- 『ジミーとジョージ 米大陸に渡った混血児たち』（1982年、集英社→潮文庫）
- 『きのこ雲』（1982年、中央公論社）
- 『噂になった女たち』（1982年、文藝春秋）
- 『殺人百科 part 3』（1982年、徳間書店→徳間文庫→文春文庫）
- 『英雄 具志堅用高伝』（1983年、集英社）
- 『田中角栄の風景 戦後初期・炭管疑獄』（1983年、徳間書店）
- 『深川通り魔殺人事件』（1983年、文藝春秋→文春文庫）
  - 改題『白昼凶刃』（小学館文庫）
- 『男の自画像』（1984年、佼成出版社）
- 『千葉大女医殺人事件』（1984年、徳間書店→徳間文庫）
  - 改題『女医絞殺』（小学館文庫）
- 『翔んでる十兵衛』（1985年、潮出版社）
- 『ありふれた奇蹟』（1985年、講談社）
- 『勝ちを制するに至れり』（1985年、毎日新聞社→文春文庫）
- 『犯罪するは我にあり 佐木隆三文学ノート』（1985年、作品社）
- 『一・二審死刑、残る疑問 別府三億円保険金殺人事件』（1985年、徳間書店）
  - 改題『別府三億円保険金殺人事件』（徳間文庫）
- 『南へ走れ、海の道を! 』（1986年、徳間書店）
- 『殺人百科 part 4』（1986年、徳間書店→徳間文庫→文春文庫）
- 『恋文三十年 沖縄・仲間翻訳事務所の歳月』（1987年、学習研究社）
- 『男の責任 女高生・OL連続誘拐殺人事件』（1987年、徳間書店）
  - 改題『女高生・OL連続誘拐殺人事件』（徳間文庫）
- 『華やかな転落』（1987年、潮出版社）
- 『リクルート帝王の白日夢』（1989年、双葉社）
  - 改題『錬金術師の白日夢（双葉文庫）
- 『裁判長大岡淳三』（1990年、講談社→講談社文庫）
- 『身分帳』（1990年、講談社→講談社文庫）-  伊藤整文学賞受賞。
- 『バカなふりして生きてみな 存在革命のすすめ』（1990年、青春出版社 プレイブックス→青春文庫）
- 『親が知らなかった子の愛し方 “砂上の幸福”に気がつかなかった親と子の悲劇 恐るべき検証殺意の動機』（1991年、青春出版社）
- 『宮崎勤裁判（上）』（1991年、朝日新聞社→朝日文庫）
- 『恩讐海峡』（1992年、双葉社→双葉文庫）
- 『法廷の賓客たち』（1992年、河出書房新社）
- 『捜査検事片桐葉子』（1992年、双葉社→双葉文庫）
- 『正義の剣』（1992年、講談社→講談社文庫）
- 『しぶとさの自分学 “自己の値打ち”とは何か』（1992年、青春出版社）
  - 改題『ハダカの自分を生きてみな』（青春文庫）
- 『伊藤博文と安重根』（1992年、文藝春秋→文春文庫）
- 『矯正労働者の明日』（1993年、河出書房新社）
- 『生きている裁判官』（1993年、中央公論社）
- 『闇の中の光』（1993年、徳間書店）
- 『絆 弁護士・春日部新平の簡裁事件簿』（1994年、双葉社→双葉文庫）
- 『死刑囚永山則夫』（1994年、講談社→講談社文庫→小学館P＋D　BOOKS）
- 『白鳥正宗刑事の事件帳』（1995年、中央公論社）
- 『司法卿江藤新平』（1995年、文藝春秋→文春文庫）
- 『オウム裁判を読む』（1996年、岩波ブックレット）
- 『オウム法廷連続傍聴記』全二冊（1996年、小学館）
- 『法廷のなかの人生』（1997年、岩波新書）
- 『宮﨑勤裁判（中）・（下）』（1997年、朝日新聞社→朝日文庫）
- 『人が人を裁くということ 罪と人間のはざまにある“心”の記録を追って』（1998年、青春出版社）
- 『もう一つの青春 日曜作家のころ』（1999年、岩波書店）
- 『悪女の涙 福田和子の逃亡十五年』（1999年、新潮社）
- 『少年犯罪の風景 「親子の法廷」で考えたこと』（1999年、東京書籍）
- 『成就者たち』（2000年、講談社→講談社文庫）
- 『法廷のなかの隣人たち』（2000年、潮出版社）
- 『小説大逆事件』（2001年、文藝春秋→文春文庫）
- 『供述調書 佐木隆三作品集』（2001年、講談社文芸文庫）
- 『裁かれる家族 断たれた絆を法廷で見つめて』（2001年、東京書籍）
- 『法廷の内と外で考える 犯罪者たちとの十年』（2001年、文芸社）
- 『三つの墓標 小説・坂本弁護士一家殺害事件』（2002年、小学館）
- 『大義なきテロリスト オウム法廷の16被告』（2002年、日本放送出版協会）
- 『少女監禁 「支配と服従」の密室で、いったい何が起きたのか』（2003年、青春出版社）
- 『慟哭 小説・林郁夫裁判』（2004年、講談社→講談社文庫）
- 『証言台の母 小説医療過誤裁判』（2004年、弦書房）
- 『宿老・田中熊吉伝 鉄に挑んだ男の生涯』（2004年、文藝春秋）
  - 改題『高炉の神様　宿老・田中熊吉伝』（文春文庫）
- 『人はいつから「殺人者」になるのか』（2005年、青春出版社〈青春新書インテリジェンス〉）
- 『なぜ家族は殺し合ったのか』（2005年、青春出版社）[注 6]
- 『法廷に吹く風』（2009年、弦書房）
- 『昭和二十年八さいの日記』（黒田征太郎絵 石風社 2011）
- 『わたしが出会った殺人者たち』（新潮社 2012年、のち文庫）

### 共著編
- 『日本の名随筆 別巻 91 裁判』（1998年9月、作品社）編著
- 『事件 1999-2000』（2000年、葦書房）対論：永守良孝

## 新聞連載
- マンスリー事件簿（毎日新聞西部本社版、1999年10月から月1回）

## テレビ
- 『福岡NEWSファイル CUBE』（テレビ西日本、随時出演）